# T-100
T-100 – prototyp radzieckiego czołgu ciężkiego.

## Historia
Od połowy lat 30. XX wieku do uzbrojenia Armii Czerwonej zaczęły wchodzić czołgi ciężkie T-35 skonstruowane w leningradzkich zakładach Bolszewik. W toku eksploatacji ujawniły się liczne wady tej konstrukcji. Poza tym doświadczenia wyniesione z pierwszych walk w Hiszpanii, dokąd wysłano czołgi lekkie T-26, wykazały, że wobec nowoczesnych armat przeciwpancernych opancerzenie radzieckich wozów bojowych jest niewystarczające. Decyzją rządową zlecono więc budowę nowego wariantu T-35 o pogrubionym pancerzu. Prace przedłużały się. Z tego powodu Zarząd Pancerno-Samochodowy dowództwa Armii Czerwonej postanowił włączyć do przedsięwzięcia także konstruktorów z Zakładów Kirowskich w Leningradzie oraz Fabryki nr 185 im. S. M. Kirowa. Opracowano wymagania, jakim miał odpowiadać nowy czołg. Zostały one umieszczone w oficjalnym planie rozwoju radzieckiego sprzętu pancernego.
Na podstawie tych wymagań zespół konstrukcyjny Zakładów Kirowskich pod kierunkiem płk. J. Kotina rozpoczął prace nad pojazdem nazwanym SMK (na cześć zamordowanego w 1934 sekretarza leningradzkiego komitetu partii Siergieja Mironowicza Kirowa). Zespołem z Fabryki nr 185 kierował N. W. Barykow. Projektował on pojazd oznaczony początkowo Obiekt 100, a później T-100.
Początkowo miał on być czołgiem trzywieżowym o masie nie większej niż 55 t. Opancerzenie miało sięgać 60 mm. Uzbrojenie miało składać się z armaty kal. 76,2 mm Ł-10, lecz przed wysłaniem czołgu na Przesmyk Karelski zmieniono ją na nowszą Ł-11 kal. 76.2mm, umieszczonej w wieży głównej oraz dwóch armat kal. 45 mm wz. 1932 (20K) w pomocniczych, mniejszych wieżach. W październiku 1938 przedstawiono komisji wojskowej drewnianą makietę wozu w skali 1:1. W grudniu tego samego roku śladem konstruktorów czołgu SMK zdecydowano się zmniejszyć liczbę wież do dwóch. Budowę prototypu rozpoczęto w styczniu 1939, a zakończono 1 lipca 1939. Tego samego dnia rozpoczęto próby fabryczne. Testowano go na poligonie w Kubince. Pojazd w ich trakcie przejechał prawie 1400 km.

## Służba
W grudniu 1939 czołg T-100 został, razem z SMK i prototypem KW skierowany do Finlandii. Został tam włączony do 1 kompanii czołgów ciężkich 91 batalionu 20 Brygady Czołgów. Załogę czołgu stanowili: lt. P. Astachow – dowódca; Artomow i Kozłow – celowniczowie; Smirnow – przedni strzelec-radiotelegrafista. Wszyscy czterej byli żołnierzami Armii Czerwonej. Załogę uzupełniali cywilni pracownicy Fabryki nr 185:D. Pluchin – mechanik-kierowca; A. Drozżyn – pomocnik kierowcy; I. Kapłanow – motorzysta. Byli oni zastępowani przez innych pracowników fabryki oddelegowanych na próby.
Do pierwszej walki doszło 17 grudnia 1939 w rejonie Hottinen. Do ciężkich walk doszło też dwa dni później w rejonie umocnień Summa. Czołg był ostrzeliwany przez fińską artylerię przeciwpancerną. Został on trafiony nie mniej niż 7 razy. Żaden pocisk nie przebił pancerza. W trakcie tych walk załoga T-100 uratowała załogę czołgu SMK, który wjechał na minę i został unieruchomiony za linią wroga. Po naprawach dokonanych w Fabryce nr 185 czołg wrócił 10.02.1940 na front. Walczył początkowo wspólnie z czołgiem KW w szeregach 20 Brygady Pancernej. W marcu został przeniesiony do 1 Brygady Pancernej. W czasie tych walk czołg przejechał 155 km, a na jego pancerzu naliczono 14 dalszych śladów uderzeń pocisków przeciwpancernych.
Po zawieszeniu broni czołg odesłano do fabryki. Przeprowadzono tam remont wozu. Planowano modernizację połączoną z zamontowaniem nowej wieży głównej. Miała ona być uzbrojona w haubicę kal. 152 mm. Z powodu zakończenia wojny z Finlandią oraz wprowadzeniem do uzbrojenia czołgów KW-2 zdecydowano o zaniechaniu dalszych prac nad pojazdem. Uznano T-100 za konstrukcję pozbawioną perspektyw. Jeden prototyp został przerobiony na ciężkie działo samobieżne T-100-Y
Do chwili wybuchu wojny niemiecko-radzieckiej wóz stał w Fabryce nr 174 w Leningradzie. W lipcu 1941 został ewakuowany do Fabryki Traktorów w Czelabińsku, gdzie pozostał do końca wojny. Prototyp po wojnie został zezłomowany.